# Giới hạn Armstrong

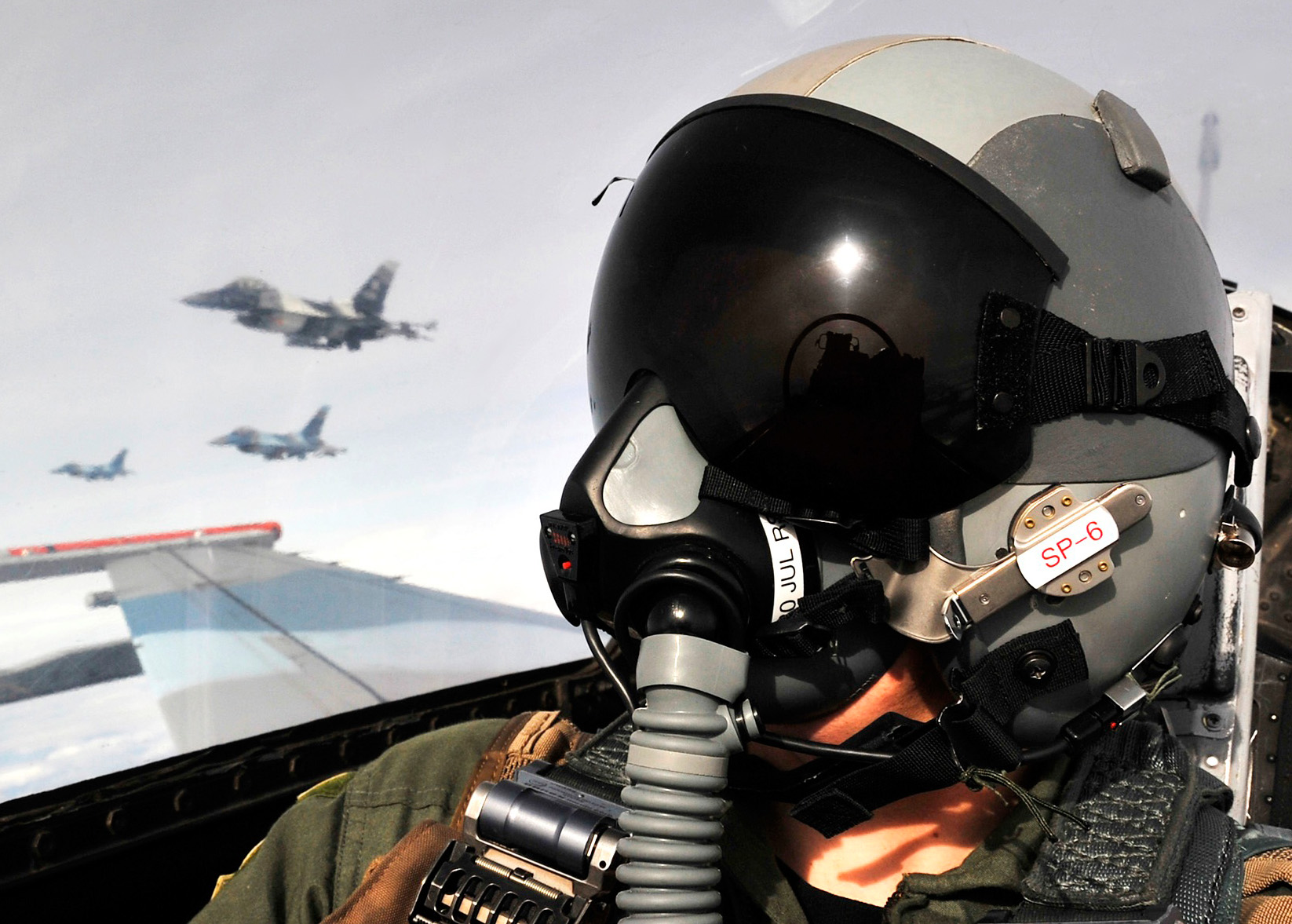
Nếu buồng lái mất áp suất trong khi máy bay vượt quá giới hạn Armstrong, ngay cả mặt nạ oxy áp suất dương cũng không thể duy trì ý thức phi công.

Các giới hạn Armstrong hoặc dòng Armstrong là thước đo độ cao trên mà áp suất khí quyển là đủ thấp mà nước sôi ở nhiệt độ bình thường của cơ thể con người. Tiếp xúc với áp lực dưới giới hạn này dẫn đến mất ý thức nhanh chóng, sau đó là một loạt các thay đổi về chức năng tim mạch và thần kinh, và cuối cùng là tử vong, trừ khi áp lực được phục hồi trong vòng 60-90 giây. Trên trái đất, giới hạn là khoảng 18 –19 km (11-12 dặm; 59.000-62.000 ft) trên mực nước biển, trên đó áp suất không khí trong khí quyển giảm xuống dưới 0,0618 atm (6,3 kPa,47 mmHg,hoặc khoảng 1 psi).
Thuật ngữ này được đặt theo tên của Tướng Không quân Hoa Kỳ Harry George Armstrong, người đầu tiên nhận ra hiện tượng này.

## Ảnh hưởng đến chất lỏng cơ thể
| Vị trí              | Sức ép                             |
| ------------------- | ---------------------------------- |
| Đỉnh Olympus        | 0,03 kPa (0,0044 psi) (0,0003 atm) |
| Sao Hỏa trung bình  | 0,6 kPa (0,087 psi) (0,0059 atm)   |
| Đáy Hellas Planitia | 1,16 kPa (0,168 psi) (0,0114 atm)  |
| Giới hạn Armstrong  | 6,25 kPa (0,906 psi) (0,0617 atm)  |
| Đỉnh Everest        | 33,7 kPa (4,89 psi) (0,3326 atm)   |
| Mực nước biển       | 101,3 kPa (14,69 psi) (1 atm)      |
| Biển Chết mức       | 106,7 kPa (15,48 psi) (1,053 atm)  |
| Bề mặt sao Kim      | 9.200 kPa (1.330 psi) (91,8 atm)   |

Ở hoặc trên giới hạn Armstrong, các chất dịch cơ thể tiếp xúc như nước bọt, nước mắt, nước tiểu và chất lỏng làm ướt phế nang trong phổi, nhưng không phải là máu mạch máu (máu trong hệ thống tuần hoàn) sôi lên mà không có bộ đồ áp lực toàn thân và không có lượng oxy thở bằng bất kỳ phương tiện nào sẽ duy trì sự sống trong hơn một vài phút.  Các NASA báo cáo kỹ thuật nhanh (nổ) giải nén trường hợp khẩn cấp trong Đối tượng áp phù hợp, trong đó thảo luận về những tiếp xúc ngắn gọn tình cờ của một con người đến gần chân không, ghi chú: "Chủ đề sau đó đã báo cáo rằng... ký ức ý thức cuối cùng của anh ta là nước bọt trên lưỡi anh ta bắt đầu sôi lên."
Ở nhiệt độ danh nghĩa của cơ thể là 37 °C (98,6 °F), nước có áp suất hơi là 6,3 kilopascal (47 mmHg); có nghĩa là, ở áp suất xung quanh là 6,3 kilopascal (47 mmHg), nhiệt độ sôi của nước là 37 °C (98,6 °F). Áp suất 6,3 kPa, giới hạn Armstrong, khoảng 1/16 áp suất khí quyển ở mực nước biển tiêu chuẩn là 101,3 kilopascals (760 mmHg). Các công thức hiện đại để tính áp suất tiêu chuẩn ở độ cao nhất định khác nhau, cũng như áp lực chính xác người ta sẽ đo ở độ cao nhất định vào một ngày nhất định nhưng một công thức chung [ cần dẫn nguồn ] cho thấy 6,3 kPa thường được tìm thấy ở độ cao 19.000 m (62.000 ft).
Huyết áp là một thước đo áp lực, mà có nghĩa là nó được đo so với áp lực xung quanh. Để tính huyết áp, nó phải được tính tổng với áp suất xung quanh để tính toán khi nào máu sẽ sôi. Điều này tương tự như lốp ô tô phẳng: ngay cả với áp suất bằng không, lốp phẳng ở độ cao giới hạn Armstrong vẫn sẽ có áp suất tuyệt đối (áp suất so với chân không hoàn hảo) là 63 hécta (0,91 psi), nghĩa là nó sẽ có áp suất xung quanh ở độ cao nơi xảy ra mức áp suất 6,3 kPA (khoảng 18 km (60.000 ft)), cả bên trong và bên ngoài nó. Nếu người ta bơm lốp đến áp suất không bằng 0, áp suất bên trong này cộng với 6,3 kilopascal (0,91 psi) áp suất xung quanh. Điều này có nghĩa là đối với một cá nhân với mộtHuyết áp thấp tâm trương, thường là 8,0 kPa (60 mmHg), huyết áp của người đó sẽ là 14,3 kPa (107 mmHg), tổng huyết áp và áp suất xung quanh. Áp suất này lớn hơn gấp đôi áp lực xung quanh ở giới hạn Armstrong. Áp lực thêm này là quá đủ để ngăn máu sôi hoàn toàn ở 18 km (60.000 ft) trong khi tim vẫn đập.